# Edward Belcher
Sir Edward Belcher, KCB, (Halifax , Nova Escócia, 27 de fevereiro de 1799 — Londres, 18 de março de 1877), foi um oficial naval e explorador britânico. Foi o bisneto do governador Jonathan Belcher (1682-1757). A sua mulher, Diana Jolliffe, era a afilhada do capitão Peter Heywood (amotinado no motim da Bounty). Foi conhecido por ser um duro comandante que inspirava ódio aos seus oficiais. De acordo com uma breve nota da Fundação Belcher, «foi um homem sábio, generoso e misericordioso que era profundamente dedicado ao bem-estar dos homens sob sua liderança».

## Biografia
Edward Belcher nasceu em Halifax, Nova Escócia e entrou na Marinha Real Britânica em 1812. Aos 15 ou 16 anos de idade, como aspirante a oficial de marinha na Royal Navy, Belcher inventou dois melhoramentos para as âncoras dos navios (alguns modelos estão expostos na coleção do Museu de Ciência de Londres). Em 1825 acompanhou, como topógrafo, a expedição ao oceano Pacífico e ao estreito de Bering de Frederick William Beechey. Posteriormente, comandou um navio de estudo das costas do norte e oeste de África e dos mares britânicos, e, em 1836, tomou o encargo, que Beechey deixara por terminar, na costa sul-americana do Pacífico, a bordo do navio HMS Sulphur, o qual regressou a Inglaterra em 1839 pela rota transpacífica. Belcher fez várias observações numa série de ilhas que visitou, o que o atrasaria, tomando parte na guerra da China de 1840-41, e chegou a casa só em 1842.
Em 1841, o então comandante Belcher chegou ao cabo Posession na margem norte da ilha de Hong Kong e fez o primeiro estudo britânico do porto de Hong Kong. Tal é lembrado em Hong Kong com a rua Belcher (Belcher street) e a baía de Belcher em Kennedy City.
Em 1843 foi nomeado cavaleiro e comandante do HMS Samarang, para realizar estudos nas Índias Orientais, Filipinas, Port Hamilton e outros lugares, até 1847.

### A expedição ao ártico

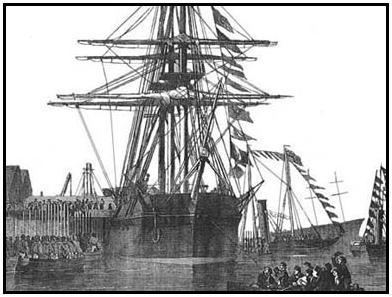
Gravura do HMS Resolute (do Illustrated London News, 27 de dezembro de 1856).

Em 1852, foi-lhe dado o comando da expedição de cinco navios que devia partir para o ártico em busca do desaparecido Sir John Franklin, de quem nada se sabia desde 1845. A procura não teve êxito; a incapacidade de Belcher para se tornar popular entre os seus subordinados foi especialmente infeliz numa viagem ao ártico, e ele não estava totalmente adaptado ao comando de  navios no gelo.
Belcher dividiu as suas forças, enviando o HMS Resolute, sob comando de Henry Kellett, e um navio de apoio, o HMS Intrepid, para oeste através do estreito de Barrow para a ilha Melville. O único logro desta expedição ocidental foi o resgate em 1852 de Robert McClure e dos homens do HMS Investigator, retidos na baía Mercy; os verões de 1853 e 1854 as condições do gelo impediram o avanço e os barcos de Kellett nem sequer foram capazes de regressar à ilha Beechey, a base de Belcher. El HMS Assistance, o barco de Belcher, e o seu apoio, o HMS Pioneer , comandado por Sherard Osborn, foram para norte, atravessando em agosto de 1852 o canal de Wellington. Fizeram algumas observações, reconhecimentos e descobertas mas, tal como a divisão ocidental, ficaram retidos no gelo em 1853 e não conseguiram libertar-se nem no ano seguinte, 1854. Belcher foi o responsável, já que se negou a contratar navegantes qualificados no ártico, como Sherard Osborn, e assim ficou retido.
Finalmente, no verão de 1854, Belcher ordenou o abandono de todos os navios, fazendo tábua rasa das objeções de Kellett. Quatro dos cinco navios (HMS Resolute, Pioneer, Assistance e Intrepid) ficaram desertos e as tripulações regressaram aos seus lugares em barcos de transporte que os esperavam na ilha Beechey. No regresso à Inglaterra, Belcher foi julgado em tribunal militar pelo abandono dos navios, mas foi absolvido quando foi capaz de mostrar que as suas ordens tinham sido dadas em uso pleno das suas faculdades. Apesar da absolvição, foi severamente criticado em Inglaterra.
Os protestos contra Belcher tornar-se-iam maiores após o HMS Resolute, o navio de Kellett, ter sido libertado do gelo por James Buddington, um capitão baleeiro norte-americano. Foi rebocado até à baía de Baffin e daí para New London. Foi comprado pelo Congresso dos Estados Unidos, reparado e enviado em dezembro de 1856 como presente do povo dos Estados Unidos à rainha Vitória.
Este foi o último serviço no ativo de Belcher, que chegou a ser nomeado membro da Ordem de Bath (KCB) em 1867 e almirante em 1872.

## Passagem do Noroeste
A expedição de Belcher ajudou a conseguir cumprir um objetivo que os navegadores e exploradores tinham tentado desde 1400, desde o tempo das viagens de John Cabot: muitos exploradores desejavam encontrar a lendária Passagem do Noroeste. Foi a expedição a cargo de Kellett, com o Resolute e o Intrepid, a que tornou possível essa descoberta, ao resgatar o HMS Investigator e a sua tripulação, capitaneada por Robert McClure, como parte de outra expedição de busca do Almirantado Britânico, comandada por Richard Collinson que tentava encontrar Franklin a partir do estreito de Bering. O HMS Investigator estava a tentar descobrir a passagem a partir da costa oeste, e tinha conseguido cruzar o perigoso e quase sempre gelado estreito de McClure, antes de ter de se refugiar na baía Mercy, na costa setentrional da ilha Banks. Resgatados de uma morte certa por inanição pela expedição de Kellett, que viajava a partir do leste, demonstrava-se assim a existência da Passagem do Noroeste.

## Reconhecimento
Além de ter tentado encontrar sir John Franklin e os seus homens, a expedição de Belcher fez importantes descobertas relacionadas com a geografia, a vida silvestre e a climatologia do ártico canadiano. Numerosas localizações geográficas foram exploradas e nomeadas nessa expedição, entre elas a baía Barrow, o Northumberland Sound, a ilha Exmouth, North Cornwall, a ilha Princess Royal, a ilha North Kent, o cabo do Prince Edward, a ilha do Príncipe Albert, a ilha de Buckingham, o arquipélago Victoria, e o cabo Disraeli.
O canal de Belcher (situado a sul da ilha Cornwall) foi nomeado em sua homenagem, tal como as ilhas Belcher (um grupo de grandes ilhas na parte meridional da baía de Hudson). Há ainda uma "ponta Belcher" na ilha Devon.

## Obras
Belcher publicou vários livros em vida: 
- Treatise on Nautical Surveying («Tratado sobre Topografia Náutica», 1835),
- Narrative of a Voyage round the World performed in H.M.S. Sulphur, 1836-1842 («Narração de uma viagem ao redor do mundo realizada no HMS Azufre, 1836-1842», em 1843),
- Narrative of the Voyage of H.M.S. Samarang during 1843-1846 («Narração de uma viagem do HMS Samarang, em 1843-1846», em 1848; a zoologia da viagem foi tratada separadamente com alguns dos seus colegas, 1850), e
- The Last of the Arctic Voyages («A última das viagens ao Ártico», 1855); além de obras menores, entre elas uma novela,
- Horatio Howard Brenton (1856) e uma história da Armada.